# 밀크티 동맹

네티즌들에 의해 제작된 "밀크티 동맹"의 기. 기의 색상은 왼쪽부터 차례대로 태국의 밀크티, 홍콩의 밀크티, 대만의 밀크티를 의미한다.

"밀크티 동맹"에 관한 지도. 인도는 여러 시나리오에서 "밀크티 동맹"의 일원으로 분류되기도 한다.

밀크티 동맹(영어: Milk Tea Alliance 밀크티 얼라이언스[*], 중국어 간체자: 奶茶联盟, 정체자: 奶茶聯盟, 병음: nǎichá liánméng 나이차롄멍[*], 태국어: พันธมิตรชานม 판타밋 차놈[*])은 홍콩, 대만, 태국의 네티즌들에 의해 형성된 온라인 민주주의 연대 운동이다. 소셜 네트워크 서비스(SNS)에서 등장하는 중국의 인터넷 트롤, 민족주의 성향을 드러내는 중국의 네티즌들에 대한 존재감이 증가함에 따라 만들어진 인터넷 밈에서 시작되었고 동남아시아의 민주주의와 인권을 촉진하는 역동적인 범민족 시위 운동으로 발전해 왔다.

## 경과
밀크티 동맹은 반중국 성향을 가진 인터넷 밈에서 "동남아시아 전체의 변화를 추진하는 리더 없는 시위 운동"으로 진화했다.
- 중국이 6,000만 명에 가까운 인구를 수용하는 메콩강 상류 지대에 11개의 댐을 건설하여 메콩강 하류 지대에 위치한 태국을 비롯한 인근 동남아시아 국가에서 극심한 가뭄이 발생하였다는 연구 결과 보도를 접한 태국의 네티즌들이 #StopMekongDam 해시태그 운동을 전개했다.[8][9][10][11]
- 인도는 2020년 인도-중국 국경 분쟁 이후에 인도 고유의 밀크티인 마살라 차이를 통해 밀크티 동맹의 일원임을 내세웠다.[12] 또한 대만과 인도의 정치인들은 대만에 대한 인도인들의 지원에 감사하는 트윗에서 해시태그를 사용하면서 밀크티 동맹의 존재를 부각시켰다.[13]
- 2020년 8월에 태국에서는 2014년에 일어난 군사 쿠데타 이후 최대 규모의 반정부 시위이자 민주화 시위가 전개되었다. 이 시위는 조슈아 웡과 같은 홍콩인 뿐만 아니라 대만인의 지지와 연대를 이끌어냈다. 시위 참가자들은 #MilkTeaAlliance 해시태그를 많이 사용했다.[14][15][16][17]
- 2020년 9월에 영화 《뮬란》이 개봉되기 이전에 홍콩의 활동가인 조슈아 웡은 영화 《뮬란》에서 주연을 맡은 중국의 배우인 류이페이가 2019년 홍콩 시위 과정에서 홍콩 경찰을 공개적으로 지지한 사실을 거론하면서 자신의 트위터를 통해 영화 《뮬란》 보이콧 운동을 전개했고 대만, 태국에서도 #BoycottMulan 해시태그 운동이 전개되었다.[18][19][20] 특히 몇몇 소셜 네트워크 서비스(SNS) 사용자들은 "뮬란의 역할은 영웅, 용기, 희생의 느낌을 주는데 영화에서의 뮬란은 경찰의 폭력을 암시한다. 홍콩의 민주화 운동가인 아그네스 차우가 진짜 뮬란의 이미지에 맞는다."고 지적했다.[21][22][23][24][25]
- 2020년 8월에 실시된 벨라루스의 대통령 선거 결과에 반대하던 진영에서는 2020년 벨라루스 시위를 계기로 밀크티 동맹에서 영감을 받은 온라인 민주주의 운동을 전개했다. 이들은 러시아, 벨라루스, 우크라이나의 전통 발효 음료인 랴젠카를 알렉산드르 루카셴코 정부에 대한 저항의 상징으로 사용했다.[26]
- 2021년 미얀마 쿠데타를 계기로 미얀마와 태국의 활동가들은 밀크티 동맹을 통해 결속을 과시하기 시작했는데 2021년 2월에는 미얀마 로열 티백 사진이 여러 차례 공유되었다. 또한 태국의 예술가인 시나 위타위롯은 태국, 대만, 홍콩, 인도, 미얀마의 밀크티를 주제로 한 그림을 제작하고 인터넷에 유포했다.[4] 미얀마의 민주주의 시위대는 온라인 시위 운동에 적극 참여했다.[27]
- 2021년 4월 7일에는 트위터가 미투 운동, Black Lives Matter 해시태그와 마찬가지로 밀크티 동맹을 기념하는 이모지를 제작했다.[28][29]

## 배경
밀크티 동맹은 홍콩, 대만, 태국에서 밀크티를 즐겨마신다는 점에서 유래된 이름인데 홍콩의 홍콩 밀크티, 대만의 버블티, 태국의 차 옌이 이에 해당한다. 영국의 신문 《데일리 텔레그래프》는 이러한 현상을 "지역에서 보기 드문 단결의 순간"이라고 평가했다. 팔라비 문시는 《OZY》에 게재된 글을 통해 "밀크티 동맹이 중국의 우마오당과 샤오펀훙에 맞서 일어선 아시아의 지원군과 같은 존재"라고 묘사했다.
2020년 4월에 자신이 출연한 태국의 텔레비전 드라마가 중국에서 인기를 끌고 있던 태국의 배우인 와치라윗 치와아리(Wachirawit Chiwa-aree)는 홍콩을 '국가'로 에 사과 글을 올렸어 트위터. 이에 민족주의 성향을 가진 중국의 네티즌들이 그에 대한 사과를 요구, 에도 전 여자친구가 자신의 인스타그램에 대만이 독립국가임을 암시하는 게시물을 올렸다는 사실을 언급하며 그에 대한 사이버 공격을 이어갔다 2017년. 2020년 6월 25일, 그가 탤런트였던 GMMTV의 모회사인 GMM 그래미는 자신에 대한 악성 메시지를 유포한 혐의로 기소된 소셜 미디어 사용자들을 상대로 소송을 제기하기 위해 기술범죄수사부에 변호사들 파견했다.
태국 방콕 주재 중국 대사관은 공식 페이스북에 중국에 대한 온라인에서의 비판 행위를 규탄하는 장문의 성명을 올렸으나 태국의 네티즌들과 태국 주재 중국 대사관 간의 치열한 디지털 공방전이 계속되었다. 특히 중국의 네티즌들은 마하 와치랄롱꼰 태국 국왕과 태국 왕실을 조롱하는 인터넷 밈과 댓글을 게재했고 이에 뒤질세라 태국의 네티즌들도 시진핑 중국 국가주석과 중국 공산당을 조롱하는 인터넷 밈과 댓글을 게재했다. 이처럼 태국의 네티즌들은 소셜 네트워크 서비스(SNS)를 통한 자신들에 대한 비판이 중국에 대한 보편적인 비판으로 변한 이후에 #nnevvy 해시태그 운동과 트위터 전쟁을 전개했다. 특히 태국의 민주화 운동 진영에서는 태국 각지에서 일어난 반정부 시위를 통해 중국에 우호적이고 독재에 가까운 태국 정부에 비판적인 시간을 갖고 있었는데 홍콩에 대한 지지, 중국의 침탈 위협에 맞서는 대만이 자신들의 반독재적인 강령의 일부처럼 여겨졌고 대만과 홍콩의 트위터 사용자들도 태국의 트위터 사용자들과 합류했다.

## 같이 보기
- 전랑 외교
- 대번역 운동